# Опасен чар
„Опасен чар“ е български телевизионен игрален филм от 1984 година (комедия) на режисьора Иван Андонов, по сценарий на Свобода Бъчварова. Оператор е Пламен Вагенщайн. Музиката във филма е композирана от Георги Генков.

## Сюжет
Комедия, в която главният герой се препитава чрез най-различни измами, използвайки мними самоличности. Обикаляйки из цялата страна, той омайва доверчиви жени с предложения за брак и в изобретателността си стига дотам, че когато милицията започва да го издирва, се обявява за умрял.

## Любопитно
- Филмът е 6-ият от поредицата „Издирва се“[1].
- Работно заглавие на поредицата е „Досиетата“.
- Посвещава се на 40-годишнината от създаването на Народната милиция[2].
- Бай Ставри е измислен персонаж, явяващ се зад кадър в диалог между Буревестников, и частника Кольо Седларов (в изпълнение на Георги Русев), като целта на репликата е да го сплаши и той започне „да му се слага“:[3]

| „ | — Мирише ми на командировка в Централния софийски затвор… От мен един съвет: килия 216, вторият етаж, южното крило. При бай Ставри… познавам го лично… Човекът е строг! Но справедлив. Много обича майтапите. Вие сте още млад, ще излезете запазен. — Другарю капитан, моля Ви! На мен ще ми стане лошо! — Първата година е трудно. После се свиква! | “ |

Диалогът, проведен между двамата герои, добива популярност в българските социални мрежи след изборите през 2021 г., като събралите негативни оценки политици биват изпращани при Бай Ставри да му правят компания в Централния софийски затвор.

## Състав

### Актьорски състав
| Роля | Изпълнител           |
| --- | -------------------- |
| Орелски/Пеликански/Ясен О. Ястребовски/ Соколов/Радул Мисирков/ Илия Буревестников/ истинско име: Генчо Гунчев | Тодор Колев          |
| учителката Боряна Кръстева                                                                                     | Невена Коканова      |
| Цветан, инспектор                                                                                              | Стефан Мавродиев     |
| Инспектор Бойчинов                                                                                             | Любен Чаталов        |
| Кольо Седларов                                                                                                 | Георги Русев         |
| Леда | Татяна Лолова        |
| Мими Седларова                                                                                                 | Надя Тодорова        |
| Инспектор Ватева                                                                                               | Цветана Манева       |
| Севелина (Линчето), дъщерята на Седларови                                                                      | Маргарита Карамитева |
| Инспектор Пешанов                                                                                              | Петър Слабаков       |
| чичото на Боряна                                                                                               | Петър Петров         |
| Султанка | Полина Доростолска   |
| Майката на Султанка                                                                                            | Мария Ганчева        |
| Д-р Петров | Борис Арабов         |
| Щефи | Нина Арнаудова       |
| Гошо, братовчедът на Боряна                                                                                    | Илия Раев            |
| келнерът | Стоян Стоев          |
| медицинската сестра                                                                                            | Кина Дашева          |
| служителката от Химическо чистене                                                                              | Латинка Петрова      |
| | Сия Главанакова      |
| | Надя Якимова         |
| Купувачът на апартамент със спестовните книжки                                                                 | Васил Попов          |
| | Георги Жеков         |
| | Лазар Ганев          |
| собственик на цех за гоблени                                                                                   | Любомир Миладинов    |
| | Димитър Ангелов      |
| | Никола Аврамов       |
| | Елена Шивачева       |
| | Александър Палиев    |
| | Момчил Карамитев     |

### Творчески и технически екип
| Сценарий            | Свобода Бъчварова                                                                                               |
| Режисьор            | Иван Андонов |
| Оператор            | Пламен Вагенщайн                                                                                                |
| Художник            | Ася Попова |
| Музика              | Георги Генков                                                                                                   |
| Звукорежисьор       | Людмила Махалнишка                                                                                              |
| Директор            | Стоян Керемидчиев                                                                                               |
| Редактор            | Марко Стойчев                                                                                                   |
| Главен консултант   | Генерал-майор Константин Захариев                                                                               |
| Консултанти         | полковник Леонид Кацамунски полковник Атанас Трендафилов полковник Иван Кръстев подполковник к.ю.н Тодор Предов |
| Монтаж              | Теодора Вепшек                                                                                                  |
| Костюми             | Иван Андонов |
| Втори оператор      | Георги Ночев |
| Втори режисьор      | Лилия Бозаджиева                                                                                                |
| Заместник-директор  | Захари Зарев |
| Грим                | Славка Иванова Веселин Пейчев                                                                                   |
| Асистент-режисьори  | Мария Стефанова Йоана Кирова                                                                                    |
| Асистент-оператори  | Павел Калинчев Христо Бакалов                                                                                   |
| Асистент-монтажисти | Мариела Цонева Ани Стоянова                                                                                     |
| Организатори        | Иван Манолов Цеца Павлова                                                                                       |
| Тонтехник           | Георги Владички                                                                                                 |
| Реквизит            | Дора Бистрикова Ангел Ангелов                                                                                   |
| Фотограф            | Тодор Стойков                                                                                                   |
| Осветление          | Валентин Симов Ангел Ангелов                                                                                    |
| Гардероб            | Маргарита Боянова                                                                                               |
| Кран                | Димитър Николов                                                                                                 |
| Декор               | Илия Пейчев |
| Distributed by      | Българска телевизия Студия за игрални филми „Бояна“ /Copyright © 1984/                                          |

## Награди
- ГОЛЯМАТА НАГРАДА НА МФ на Телевизионните филми „Телеконфронто’85“, (Кианчано-Терме, Италия, 1985).
- Специалната награда от Фестивала на комедийния филм, (Шамрус, Франция 1988).
- Специалната награда от Международния кинофестивал на комедийните и сатирични филми (Габрово, 1988).
- Наградата за мъжка роля на Тодор Колев от Международния кинофестивал на комедийните и сатирични филми (Габрово, 1988).
- Награда за сценарий на Свобода Бъчварова от Съюза на българските филмови дейци, (1984).